# Научно-исследовательский институт полимеризованных пластиков
Научно-исследовательский институт полимеризованных пластиков (НИИПП) — существовавший в Ленинграде научно-исследовательский институт, занимавшийся исследованиями и разработками технологии производства широкого ассортимента пластмасс, в первую очередь фторопластов и фторкаучуков, создания и проектирования пилотных и промышленных установок для их производства.

## История
НИИПП был создан в 1945 году. Первым директором института (1945—1949 годы) стал член-корреспондент АН СССР С. Н. Ушаков.
В 1948 году в СССР начались работы по созданию опытно-промышленного производства фторопласта-4, для чего по распоряжению Совета Министров СССР институту было поручено смонтировать установку для полимеризации тетрафторэтилена (производительностью 10 кг в сутки), а также изыскать методы переработки порошка ПТФЭ в изделия. В первую очередь, целью работы являлось изготовление прокладок для фланцев по техническим условиям и эскизам лаборатории № 2 АН СССР, которой руководил И. В. Курчатов (в настоящее время РНЦ «Курчатовский институт»).
В 1951 году специалисты завода 752 по разработанной в НИИПП технологии развернули работы по созданию крупнотоннажного производства фторопласта-4 (пущено в сентябре 1956 года), а в апреле 1961 года — пустили первое производство фторсополимеров.
В 1969 году институт вошёл в состав одного из первых научно-производственных комплексов в СССР — Охтинского научно-производственного объединения «Пластполимер» (ныне — ОАО «Пластполимер»).

## Разработки
Наиболее значительными разработками, выполненными специалистами НИИПП, стали:
- класса фторполимеров для специальных областей техники и уникальные научно-технические разработки на основе фторполимеров для первых спутников и космических кораблей, систем противоракетной обороны;
- технологии получения фторопластовых плёнок для кабельных систем;
- технологии производства безосколочного стекла для авиации и автомобилестроения на основе поливинилбутираля;
- ударопрочных листовых материалов на основе полистиролов[1][нет в источнике];
- технологии производства водно-эмульсионных красок;
- технологии производства полиэтилена низкого давления[1][нет в источнике];
- в медицине: костного клея «Остеопласт», аппаратов для переливания крови, кровеносных сосудов из фторопластов.